# فردریک پرز
فردریک پرز (فرانسوی: Frédéric Perez‎؛ زادهٔ ۱۹ ژوئیهٔ ۱۹۶۱) بازیکن هندبال اهل فرانسه بود.